# Molí de Bóixols
El Molí de Bóixols és un antic molí del terme municipal d'Abella de la Conca, pertanyent al poble de Bóixols, al nord-est del municipi.
Està situat al fons de la vall del riu de Pujals, al costat mateix, i a sota, del poble de Bóixols, a llevant. És molt a prop del poble, i s'hi arriba per un curt camí que surt del poble mateix.
Actualment ja no fa les funcions de molí, i s'ha convertit en residencial, com una casa més del poble. Conserva, tanmateix, tots els elements de l'estructura tradicional d'un molí.

## Etimologia
Es tracta d'un topònim romànic de caràcter descriptiu: és el molí més pròxim al poble de Bóixols, que donava servei a la major part de pagesos d'aquest poble.